# Frossay
Frossay est une commune de l'Ouest de la France, située dans le département de la Loire-Atlantique, en région Pays de la Loire.
La commune fait partie de la Bretagne historique, dans le pays traditionnel du pays de Retz et dans le pays historique du Pays nantais.
Frossay comptait 3289 habitants au recensement de 2022.

## Géographie

Situation de la commune de Frossay dans le département de la Loire-Atlantique.

Frossay est située à 20 kilomètres à l'est de Saint-Brevin-les-Pins et de Pornic, les deux plus grandes stations balnéaires du pays de Retz.
Frossay fait partie de la communauté de communes Sud Estuaire avec Saint-Viaud, Saint-Père-en-Retz, Paimbœuf, Corsept et Saint-Brevin-les-Pins.
| Lavau-sur-Loire La Loire       | Bouée La Loire |             |
| Saint-Viaud                    | Frossay        | Le Pellerin |
| Arthon-en-Retz Chaumes-en-Retz |                | Vue         |

### Climat
Pour des articles plus généraux, voir Climat des Pays de la Loire et Climat de la Loire-Atlantique.
En 2010, le climat de la commune est de type climat océanique franc, selon une étude du CNRS s'appuyant sur une série de données couvrant la période 1971-2000. En 2020, Météo-France publie une typologie des climats de la France métropolitaine dans laquelle la commune est exposée à un climat océanique et est dans la région climatique  Bretagne orientale et méridionale, Pays nantais, Vendée, caractérisée par une faible pluviométrie en été et une bonne insolation. 
Pour la période 1971-2000, la température annuelle moyenne est de 12,1 °C, avec une amplitude thermique annuelle de 13 °C. Le cumul annuel moyen de précipitations est de 813 mm, avec 12,8 jours de précipitations en janvier et 6,3 jours en juillet. Pour la période 1991-2020, la température moyenne annuelle observée sur la station météorologique de Météo-France la plus proche, « Saint-Nazaire-Montoir », sur la commune de Montoir-de-Bretagne à 19 km à vol d'oiseau, est de 12,6 °C et le cumul annuel moyen de précipitations est de 792,0 mm,. Pour l'avenir, les paramètres climatiques de la commune estimés pour 2050 selon différents scénarios d'émission de gaz à effet de serre sont consultables sur un site dédié publié par Météo-France en novembre 2022.

## Urbanisme

### Typologie
Au 1er janvier 2024, Frossay est catégorisée bourg rural, selon la nouvelle grille communale de densité à sept niveaux définie par l'Insee en 2022.
Elle est située hors unité urbaine. Par ailleurs la commune fait partie de l'aire d'attraction de Nantes, dont elle est une commune de la couronne,. Cette aire, qui regroupe 116 communes, est catégorisée dans les aires de 700 000 habitants ou plus (hors Paris),.
La commune, bordée par l'estuaire de la Loire, est également une commune littorale au sens de la loi du 3 janvier 1986, dite loi littoral. Des dispositions spécifiques d’urbanisme s’y appliquent dès lors afin de préserver les espaces naturels, les sites, les paysages et l’équilibre écologique du littoral, tel le principe d'inconstructibilité, en dehors des espaces urbanisés, sur la bande littorale des 100 mètres, ou plus si le plan local d’urbanisme le prévoit.

### Occupation des sols
L'occupation des sols de la commune, telle qu'elle ressort de la base de données européenne d’occupation biophysique des sols Corine Land Cover (CLC), est marquée par l'importance des territoires agricoles (71,8 % en 2018), en diminution par rapport à 1990 (79 %). La répartition détaillée en 2018 est la suivante : 
zones agricoles hétérogènes (30,6 %), prairies (28 %), terres arables (13,1 %), zones humides intérieures (10,7 %), eaux maritimes (9,1 %), milieux à végétation arbustive et/ou herbacée (3,9 %), zones urbanisées (2 %), zones humides côtières (1,7 %), forêts (0,6 %), eaux continentales (0,2 %). L'évolution de l’occupation des sols de la commune et de ses infrastructures peut être observée sur les différentes représentations cartographiques du territoire : la carte de Cassini (XVIIIe siècle), la carte d'état-major (1820-1866) et les cartes ou photos aériennes de l'IGN pour la période actuelle (1950 à aujourd'hui).

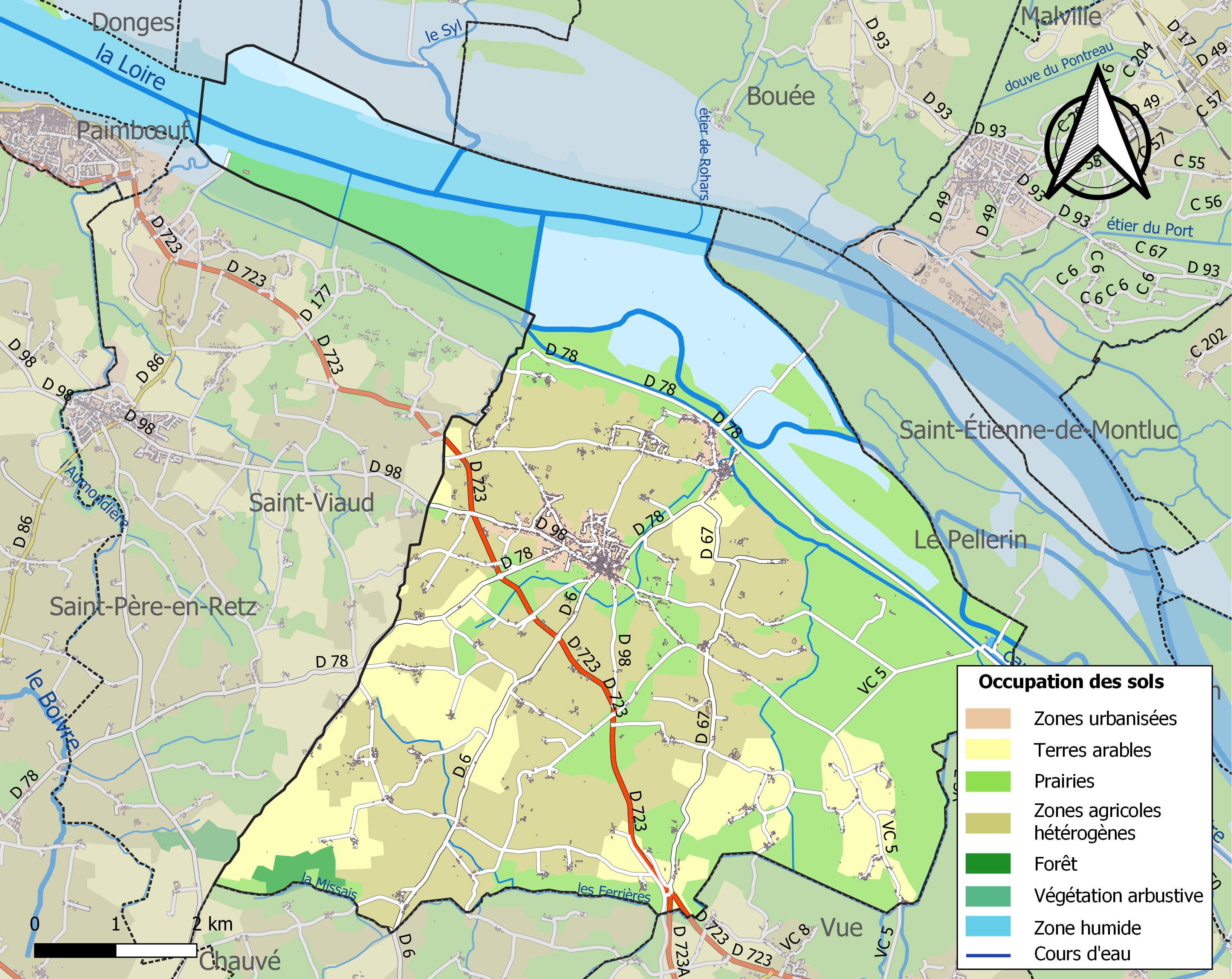
Carte des infrastructures et de l'occupation des sols de la commune en 2018 (CLC).

## Toponymie
Le nom de la localité est attesté sous les formes Fruszai en 1047, Fruciaco en 1062, Froczaium en 1287.
Frossay vient de l'anthroponyme latin Fructicius et du suffixe -acum[réf. nécessaire]
Frossay possède un nom en gallo, la langue d'oïl locale, écrit Froczaè selon l'écriture ELG, ou Froçaï selon l'écriture MOGA, et se prononce [fʁɔsaɪ].
Le nom est traduit Frozieg en breton par l'Office public de la langue bretonne.
Durant la Révolution, la commune porte le nom de Mont-Vineux.

## Histoire
Frossay est une des plus vieilles paroisses du pays de Retz.
En 1050, Draolius, fils de Fredorius du Migron, se rendit, accompagné de sa femme Oreguen et de ses deux enfants en pèlerinage à l'abbaye Saint-Sauveur de Redon et donna le prieuré de Sainte-Marie, aujourd'hui entièrement détruit ainsi que sa chapelle, aux moines de cette abbaye.
En 1764, Frossay est érigé en marquisat en faveur de la famille d'Espinose.
À la fin de la Seconde Guerre mondiale, à cause de l'existence de la Poche de Saint-Nazaire, l'occupation allemande se prolongea à Frossay comme sur l'ensemble des localités voisines de l'estuaire durant 9 mois de plus (d'août 1944 au 11 mai 1945), la reddition effective de la poche intervenant 3 jours après la capitulation de l'Allemagne.

## Population et société

### Démographie
Selon le classement établi par l'Insee, Frossay est une commune multipolarisée. Elle fait partie de la zone d'emploi de Saint-Nazaire et du bassin de vie de Saint-Père-en-Retz. Elle n'est intégrée dans aucune unité urbaine. Toujours selon l'Insee, en 2010, la répartition de la population sur le territoire de la commune était considérée comme « peu dense » : 85 % des habitants résidaient dans des zones « peu denses » et 15 % dans des zones « très peu denses ».

#### Évolution démographique
L'évolution du nombre d'habitants est connue à travers les recensements de la population effectués dans la commune depuis 1793. Pour les communes de moins de 10 000 habitants, une enquête de recensement portant sur toute la population est réalisée tous les cinq ans, les populations de référence des années intermédiaires étant quant à elles estimées par interpolation ou extrapolation. Pour la commune, le premier recensement exhaustif entrant dans le cadre du nouveau dispositif a été réalisé en 2004.

En 2022, la commune comptait 3 289 habitants, en évolution de +1,92 % par rapport à 2016 (Loire-Atlantique : +6,68 %, France hors Mayotte : +2,11 %).
| 1793  | 1800  | 1806  | 1821  | 1831  | 1836  | 1841  | 1846  | 1851  |
| ----- | ----- | ----- | ----- | ----- | ----- | ----- | ----- | ----- |
| 2 662 | 2 088 | 2 261 | 2 381 | 2 636 | 2 821 | 2 723 | 2 708 | 2 712 |

| 1856  | 1861  | 1866  | 1872  | 1876  | 1881  | 1886  | 1891  | 1896  |
| ----- | ----- | ----- | ----- | ----- | ----- | ----- | ----- | ----- |
| 2 787 | 2 801 | 2 726 | 2 804 | 2 900 | 2 951 | 2 949 | 3 390 | 3 870 |

| 1901  | 1906  | 1911  | 1921  | 1926  | 1931  | 1936  | 1946  | 1954  |
| ----- | ----- | ----- | ----- | ----- | ----- | ----- | ----- | ----- |
| 2 911 | 2 817 | 2 679 | 2 305 | 2 232 | 2 062 | 2 075 | 2 017 | 2 040 |

| 1962  | 1968  | 1975  | 1982  | 1990  | 1999  | 2004  | 2006  | 2009  |
| ----- | ----- | ----- | ----- | ----- | ----- | ----- | ----- | ----- |
| 2 171 | 2 018 | 1 913 | 1 911 | 2 099 | 2 110 | 2 398 | 2 575 | 2 901 |

| 2014  | 2019  | 2022  | - | - | - | - | - | - |
| ----- | ----- | ----- | - | - | - | - | - | - |
| 3 158 | 3 216 | 3 289 | - | - | - | - | - | - |

#### Pyramide des âges
La population de la commune est relativement jeune.
En 2018, le taux de personnes d'un âge inférieur à 30 ans s'élève à 37,0 %, soit en dessous de la moyenne départementale (37,3 %). À l'inverse, le taux de personnes d'âge supérieur à 60 ans est de 22,6 % la même année, alors qu'il est de 23,8 % au niveau départemental.
En 2018, la commune comptait 1 591 hommes pour 1 627 femmes, soit un taux de 50,56 % de femmes, légèrement inférieur au taux départemental (51,42 %).
Les pyramides des âges de la commune et du département s'établissent comme suit.
| Hommes | Classe d’âge | Femmes |
| ------ | ------------ | ------ |
| 0,6    | 90 ou +      | 2,2    |
| 6,0    | 75-89 ans    | 9,2    |
| 14,1   | 60-74 ans    | 13,0   |
| 19,2   | 45-59 ans    | 18,9   |
| 21,9   | 30-44 ans    | 20,8   |
| 11,8   | 15-29 ans    | 12,9   |
| 26,3   | 0-14 ans     | 22,9   |

| Hommes | Classe d’âge | Femmes |
| ------ | ------------ | ------ |
| 0,6    | 90 ou +      | 1,8    |
| 6      | 75-89 ans    | 8,6    |
| 15,1   | 60-74 ans    | 16,4   |
| 19,4   | 45-59 ans    | 18,8   |
| 20,1   | 30-44 ans    | 19,3   |
| 19,2   | 15-29 ans    | 17,4   |
| 19,5   | 0-14 ans     | 17,6   |

## Patrimoine et culture locale

### Lieux et monuments
- Menhir des Pins.
- Le canal maritime de la Basse-Loire s'étend sur son territoire et offre de multiples facettes.
- Les réserves de chasse et de faune sauvage du Massereau et du Migron, qui assurent la protection de 700 hectares de prairies humides, roselières, saulaies favorables à l'hivernage, à la reproduction ou à l'arrêt en halte migratoire de très nombreuses espèces d'oiseaux.
- Legendia Parc, parc animalier et d'attractions, créé en 1992 sous le nom de « Sentier des Daims »[29].
- Le site des Champs-Neufs, ouvrage d'art en fer édifié en 1892 [16], offre un patrimoine bâti remarquable ainsi que le site du Carnet avec son écluse.
- Village du Migron : demeures anciennes et ruelles typiques.
- Les promenades sur les sentiers de randonnées.
- Le lavoir de la Bibonnière, qui fut rénové durant l'année 2008.
- Le château de la Rousselière.
- Le château de Ker Aulen.

Frossay possède de nombreux calvaires. Près du bourg, celui de la Fuie est l'un des plus beaux.
Dans le bourg, place du calvaire, est érigée la stèle de l'aviateur Alexis Maneyrol qui fut champion du monde de vol à voile.
- Le Bois-Péan : remanié au XIXe siècle, c'est un grand bâtiment d'angle avec chapelle, dont la porte est ornée d'un fronton avec écusson armorié. Des prêtres réfractaires s'y sont réfugiés pendant la Révolution. La chapelle de Bois-Péan date du XVIIe siècle, le manoir du XVIe siècle.

### Héraldique
| Blason | Blasonnement : D'or à la croix de sable cantonnée : au premier, d'une corbeille de sable relevé d'or ; au deuxième, d'une nef de sable contournée, équipée de gueules ; au troisième, d'une grappe de raisins de gueules relevée d'or, tigée de sable ; au quatrième, de deux clés de sable passées en sautoir. Commentaires : Ce blason évoque le blasonnement du pays de Retz : d'or à la croix de sable, rappelant l'appartenance de Frossay au pays de Retz ; la corbeille évoque le pain bénit ; la nef est un drakkar viking de Normands remontant vers Nantes ; les clés sont celles de Saint Pierre, patron de la paroisse. Blason conçu par M. Ferrand en 1946, enregistré le 11 juin 1990. |

### Personnalités liées à la commune
- Louis-François Ripault de La Cathelinière (1768-1794), chef vendéen.
- Alexis Maneyrol (1891-1923), aviateur, né à Frossay.
- Joseph Fouché (1759-1820), ministre de Napoléon, né au Pellerin, et dont deux de ses grands-parents étaient originaires de Frossay[réf. nécessaire].
- Geoffrey « Sean Paul » Bergamini (1912-1986), champion de France 1958 de Palet breton avec 54 points d’écart[30].

## Activités
- Pêche à la ligne
- Aviron
- Canoë-kayak
- ULM
- Parcs d'attractions défi-nature (accro branches, paint-ball...)
- Parc animalier et de spectacles Legendia Parc (ours, loup, lynx, animaux  de nos forêts...)
- Quai vert (spectacle, concert, exposition, location de pédalo, etc.)
- Depuis 2017, chaque dernier week-end d'août, Frossay accueille le festival couvre-feu qui se tenait auparavant à Corsept. Au programme, concerts (notamment NTM, CYPRESS HILL, KENY ARKANA, etc.), activités ludiques et culturelles diverses (théâtre d'improvisation, etc.) pour se divertir pendant 4 jours.